# 斯金纳箱

斯金纳箱

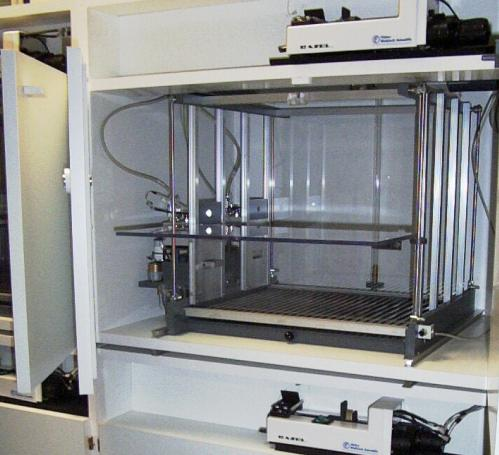
笼子上的带2个反应杠杆、2个提示灯、1个带电地板、1个房灯和1个扬声器的斯金纳箱子

斯金纳箱 （又称operant conditioning chamber，直译为“操作性条件反射室”）是用于研究动物行为的实验装置，由伯尔赫斯·弗雷德里克·斯金纳设计制作，当时他是哈佛大学的研究生。它可能是受到杰泽·科诺尔斯基研究的启发。该装置用于研究操作性条件反射和经典条件反射。
斯金纳制作的该装置是愛德華·桑代克创建的迷箱（puzzle box）的变体。

## 目的
斯金纳箱允许实验者通过教导受试动物以某些动作（如按压杠杆）响应特定刺激（例如光或声信号），来研究行为调控（训练）。当受试者正确地执行该行为时，装置的机械便提供食物或其他奖励。在某些案例中，其机制会对错误反应或无反应进行惩罚。例如，为了测试操作性条件反射如何在某些无脊椎动物（例如果蝇）身上发生作用，心理学家使用名为“加热箱”的装置。其形式实质上与斯金纳箱相同，但盒子由两面组成：一侧温度会变化，而另一侧不会。一旦无脊椎动物进入温度可变的一侧，该区域就会被加热。最终，无脊椎动物会被训练到只停留在温度不变的一侧。其训练达到了即使温度调到其最低点时，果蝇仍然会避免接近加热箱的那个区域的程度。这些类型的装置使实验者能够通过奖惩机制进行调节和训练的研究。

## 结构
构成装置外壳的结构是足够大的盒子，要能容易地容纳受试动物（常用的模式动物包括啮齿动物——通常是实验室大鼠——鸽子和灵长类动物。它通常是隔音和不透光的，以避免干扰刺激。
箱子具有至少一个操作装置，但通常有两个或更多，其可以自动检测行為反应或动作的发生。灵长类动物和老鼠的典型操作装置是反应杠杆（response lever）；如果受试者按下杠杆，则杠杆另一端运动并闭合由电脑或其他编程设备监视的开关。鸽子和其他鸟类的典型操作装置是反应键（response key），如果鸟用足够的力量啄键，则开关会关闭。箱子的另个最低要求是具有传送初级强化物（primary reinforcer，奖励，例如食物等）或诸如食物（通常是颗粒）或水的古典制約的方式。它还可以将诸如LED的条件强化物的信号作为“代币”。
尽管配置简单，一个操作装置和一个投食器，但它可用与研究许多心理现象。现代的斯金纳箱通常具有许多操作装置，如许多反应杠杆，两个或更多个投食器，以及能够产生许多不同刺激的各种装置，包括灯、声响、音乐、人物和绘画。一些配置还使用了LCD面板以便用计算机生成各种视觉刺激。
一些斯金纳箱也可能有电气网或地板，这样可以给动物带来电击；或不同颜色的灯光，提供何时有食物的信息。虽然使用电击并不新鲜，但在有相关动物实验规范的国家可能需要先获得批准。

## 研究影响
斯金纳箱已经在包括行为药理学在内的各种研究学科中变得普遍。这些实验的结果为心理学之外的许多学科提供了信息，例如行為經濟學。
一个关于斯金纳将他的女儿德博拉（Deborah）带入这样一个实验的都市傳說引起了很大的争议。他的女儿后来对此进行了澄清，表示斯金纳的“baby tender”或“air crib”是一个电热的箱形床。 

## 商业应用
老虎机和网络游戏有时被引用作为人类设备的例子，它使用复杂的操作强化计划来奖赏重复动作。
Google、Facebook和Twitter等社交網路服務已被确认使用了这些技术。批评者使用诸如“斯金纳营销”的术语，指责这些公司利用这种理念来维持用户参与和使用服务。
遊戲化，即在非游戏环境中使用游戏设计元素的技术，也被认为是使用操作性条件反射和其他行为主义技术，来鼓励用户作出期望行为。

## 斯金纳箱

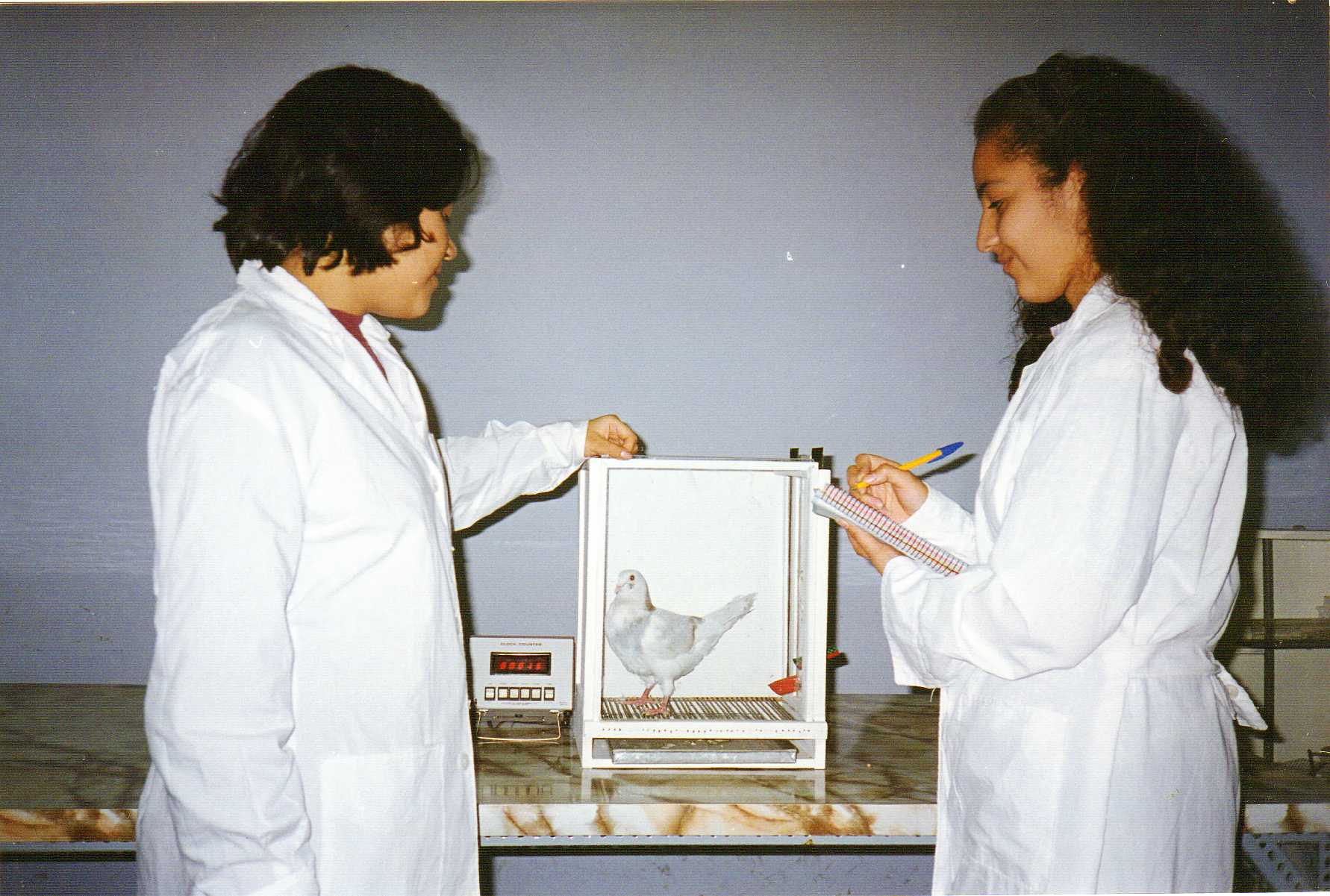
学生正在使用斯金纳箱

据说斯金纳说他不想成为名祖。此外，他相信克拉克·L·赫爾和他的耶鲁学生创造了这样的表达：斯金纳说他自己没有使用“斯金纳箱（Skinner box）”这个词，甚至还要求霍华德·亨特（Howard Hunt）在一份已发表的文件中使用“杠杆箱（lever box）”代替“斯金纳箱”。